# بخش لیک (شهرستان لوگان، اوهایو)
بخش لیک (به انگلیسی: Lake Township) یک منطقهٔ مسکونی در ایالات متحده آمریکا است که در شهرستان لوگان، اوهایو واقع شده‌است.
 بخش لیک ۳۲٫۱۸ کیلومتر مربع مساحت و ۱۲٬۵۳۴ نفر جمعیت دارد و ۳۸۴٫۰۵ متر بالاتر از سطح دریا واقع شده‌است.